# رامي العاشق
رامي العاشق هو شاعر وصحفي فلسطيني سوري مقيم في برلين. صدرت له خمس مجموعات شعرية باللغة العربية، كما نُشرت نصوصه في العديد من المجلات الأدبية وترجمت إلى لغات عديدة مثل: الإنجليزية، الفرنسية، البوسنية، الألمانية، الإسبانية والكردية، فضلًا عن ترجمة بعض نصوصه إلى أعمال فنيّة بصريّة، فنون أدائية، وأغنيات.

## الحياة المبكّرة
انتقل العاشق عام 2014 إلى ألمانيا بمنحة من مؤسسة بيت الأديب الألماني هاينرش بُل. بعدها بعام، حصل على إشادة وتوصية بالنشر من مؤسسة القطان في رام الله عن ديوانه «لابس تياب السفر». أسَّس عام 2017 مجلة فن، المجلة الثقافية العربية الألمانية. بالإضافة إلى عمله في دار الأدب – برلين ككيوراتور، وهو مؤسس مهرجان أيام الأدب العربي الألماني في برلين. اختير عام 2018 زميلاً لأكاديمية الفنون في برلين وحصل على منحتي إقامة أدبية من بيت الفنانين (لوكاس) وقرية الفنانين (شوبنغن).

## المسيرة المهنيّة

### الصحافة
في كانون الأول – ديسمبر 2017 أصدر العاشق مجلّة فن، وهي مجلة ثقافية باللغتين العربية والألمانية، وترأس تحريرها، المجلة التي تحاول أن تشكل مجتمعًا ثقافيًا بين ثقافة اللغة العربية والناطقين/ات بها من جهة، وثقافة اللغة الألمانية والناطقين/ات بها من جهة أخرى. حصل عام 2017 على جائزة أفضل ريادي أعمال أجنبي التي تمنحها مؤسسة موني غرام للمشاريع الرائدة في أوروبا عن تأسيسه صحيفة أبواب، وكان العاشق قد أصدر في كانون الأول-ديسمبر 2015 مع New German Media صحيفة أبواب التي اعتُبرت أول صحيفة عربية في ألمانيا وترأس تحريرها لمدة سنتين. الصحيفة التي تطبع أكثر من 70.000 نسخة شهريًا وتوزع مجانًا في ألمانيا. شارك في مؤتمرات وألقى محاضرات عن الاندماج، فوبيا المهاجرين، الأدب والصحافة، في كل من جامعة نيويورك في إيطاليا، مؤتمر تاتز السنوي، مؤسسة فريدريش إيبرت، ومع مؤسسة هاينرش بول في ألمانيا. منذ عام 2014 وحتى عام 2016، عمل العاشق محررًا للقسم الثقافي في مجلّة طلعنا عالحرية، وهي مجلة نصف شهرية مطبوعة والكترونية توزّع داخل وخارج سوريا. كذلك كتب في الصحافة الألمانية مثل: taz، fluter، وأيضًا Kölner Stadtrevue.

### التأليف والكتابة
نشر رامي العاشق في عام 2014 ديوانه الأول «سيرًا على الأحلام»، وهو مجموعة شعريّة عن الثورة السورية التي اندلعت عام 2011، ثمّ حصل في عام 2015 عن مخطوط ديوانه «لابس تياب السفر» على إشادة وتوصية بالنشر من جائزة الكاتب الشاب التي تقيمها مؤسسة عبد المحسن القطان في رام الله. نشر العاشق قي عام 2016 كتابه «مذ لم أمت» وهو مجموعة نصوص نثرية كتبت بين العامين 2014 – 2016 في ألمانيا، حيث ترُجم بعضها إلى الألمانية، البوسنية، الكردية، والإنجليزية. شارك رامي في تشرين الأول/أكتوبر 2016 في كتاب الأنطولوجيا الألمانية «أن تكون راحلاً، أن تكون هنا» (بالألمانية:  Weg sein – hier sein) مع دار النشر الألمانية Secession Verlag.
صدر له كتابٌ جديدٌ عام 2018 هو «الرمادي، الوردي الجديد» وهو كتابٌ فني أدبي أنتجه متحف ثقافات العالم في فرانكفورت عن موضوعة الشيخوخة، ويحتوي عشر قصائد للعاشق نشرت بالعربية والإنجليزية والألمانية. شارك العاشق في نفس العام أيضًا في كتاب الأنطولوجيا الفرنسية «القيمة العشرية للسعادة» مع دار نشر Revue de la Maison de la poésie، ثمّ شارك في تشرين الأول/أكتوبر 2018 أيضًا في كتاب الأنطولوجيا الألمانية «نحن هنا» مع دار النشر الألمانية Allitera Verlag، عدى عن كتاب الأنطولوجيا الألمانية الآخر «القلب لا يترك مكانًا تعلّق به» مع دار النشر الألمانية Ullstein Verlag. نشر العاشق في نهاية عام 2018 كتابه الجديد «لم ينتبه أحد لموتك» لدى دار ميسلون للنشر والتوزيع في إسطنبول.
صدر لهُ في العام 2019 كتاب «كلاب الذاكرة» (بالألمانية: Gedächtnishunde) باللغة الألمانية مع دار النشر الألمانية Sujet Verlag. الجدير بالذكر هنا أنّ العاشق قرأ قصائدة في عدة مناسبات وأمسيات أدبية في دول مختلفة، وشارك في: معرض لايبزغ للكتاب (2016,2017,2019) ألمانيا، مهرجان أيام الأدب العربي (2016) سويسرا، مهرجان رور للكتاب (2016) ألمانيا، مهرجان أدب من سوريا (2017)، وبيت الأدب في ميونخ (2017)، مهرجان برلين الدولي للشعر (2017)، مهرجان برلين الدولي للشعر (2018) ومهرجان ميونخ للأدب (2018)، مهرجان ماهالا في مالطة (2018)، مهرجان فوكوس لوريك في فرانكفورت (2019).

## الجوائز
- أكاديمية شلوس سوليتود – شتوتغارت (2020): زمالة الأدب للعام 2020[5]
- معهد غوته، بالتعاون مع “لا ماريل” ومهرجان “أفلام” – مارسيليا (2020):

زمالة الأدب للعام 2020-2021
- أكاديمية الفنون – برلين (2019-2018): زمالة الأدب للعام 2018-2019[7]
- قرية الفنانين – شوبنغن (2018)

إقامة أدبية للتفرّغ للكتابة الإبداعية
- بيت الفنانين – لوكاس (2018): إقامة أدبية للتفرّغ للكتابة الإبداعية[9]
- جائزة أفضل ريادي أعمال أجنبي – مؤسسة موني غرام (2017): عن تأسيس صحيفة أبواب[10]
- جائزة الكاتب الشاب – مؤسسة القطّان (2015): إشادة وتوصية بالنشر على مخطوطة “لابس تياب السفر”
- مؤسسة بيت الأديب الألماني هاينرش بول (2014): إقامة أدبية ومنحة تفرّغ للكتابة الإبداعية

المعارض
- الرمادي، الوردي الجديد – فرانكفورت (2018-2019) - متحف ثقافات العالم[11]
- أشعلوا الأضواء ثانية- برلين (2015) - BOX Freiraum[12]

المسرح
- أمرته الملكة أن ينسى – بيير بوليز 2020

إخراج أوفيرا هينيغ
- رسائل من الداخل- جمعية الفن في براونشفايغ 2020[14]
- لم ينتبه أحد لموتك – أكاديمية الفنون برلين 2019[13]
- Kind Of حيفا / برلين (2018) من إخراج أوفيرا هينيغ – إنتاج مسرح شاوبونه
- Journey ليفركوزن (2018) من إخراج: براين مايكلز، إنتاج مسرح ليفركوزن

## قائمة أعماله
هذه قائمةٌ بأبرز أعمال الكاتب والشاعر رامي العاشق:
- الهدية التي قتلتْنا جميعًا (Das Geschenk, das uns alle tötete) عن دار زوكولتور، برلين 2019[15]
- كلاب الذاكرة (Gedächtnishunde) عن

دار سوجيه، بريمن 2019
- لم ينتبه أحد لموتك عن دار ميسلون للنشر والتوزيع، إسطنبول 2018.
- الرمادي، الوردي الجديد عن متحف ثقافات العالم ودار كيربر للنشر، فرانكفورت 2018.
- لابس تياب السفر عن مؤسسة عبد المحسن القطان ودار الأهلية، عمّان-رام الله 2017.[17]
- مذ لم أمت عن دار بيت المواطن، بيروت 2016
- سيرًا على الأحلام عن دار الأيام، عمّان 2014.
- القلب لا يترك مكانًا تعلق به، باللغة الألمانية (Ullstein Verlag, 2018)
- نحن هنا، باللغة الألمانية (Allitera Verlag, 2018)[18]
- القيمة العشرية للسعادة، باللغة الفرنسية (La Maison de la poésie Rhône-Alpes, 2018)[19]
- أن تكون راحلاً أن تكون هنا، باللغة الألمانية (Secession Verlag, 2016)